# Centuria (Wisconsin)
Centuria ist eine Gemeinde (mit dem Status „Village“) im Polk County im US-amerikanischen Bundesstaat Wisconsin. Im Jahr 2010 hatte Centuria 948 Einwohner.

## Geografie
Centuria liegt im Nordwesten Wisconsins, rund 8 km östlich des St. Croix River. Dieser bildet die Grenze Wisconsins zu Minnesota und mündet rund 100 km südsüdwestlich von Centuria in den Mississippi.
Die geografischen Koordinaten von Centuria sind 45°27′05″ nördlicher Breite und 92°33′15″ westlicher Länge. Das Gemeindegebiet erstreckt sich über eine Fläche von 4,4 km² und wird vollständig von der Town of St. Croix Falls umgeben, ohne dieser anzugehören.
Nachbarorte von Centuria sind Milltown (10,5 km nordnordöstlich), Balsam Lake (9 km östlich), Dresser (17,5 km südsüdwestlich) und St. Croix Falls (10,5 km südwestlich).
Die nächstgelegenen größeren Städte sind die Twin Cities (Minneapolis und Saint Paul) in Minnesota (92,8 km südwestlich), Duluth am Oberen See in Minnesota (168 km nordnordöstlich), Eau Claire (149 km südöstlich) und Rochester in Minnesota (195 km südlich). Wisconsins Hauptstadt Madison liegt 430 km südöstlich.

## Verkehr
Der Wisconsin State Highway 35 führt als Hauptstraße in Nord-Süd-Richtung durch Centuria. Der U.S. Highway 8 verläuft rund 6 km südlich in West-Ost-Richtung an Centuria vorbei. Alle weiteren Straßen sind untergeordnete Landstraßen, teils unbefestigte Fahrwege oder innerörtliche Verbindungsstraßen.
In Nordost-Südwest-Richtung führt der Gandy Dancer State Trail durch das Gemeindegebiet von Centuria. Dabei handelt es sich um einen als Rail Trail bezeichneten kombinierter Wander- und Fahrradweg auf der Trasse einer stillgelegten Eisenbahnstrecke. Der Name des Wegs geht auf das Slangwort Gandy Dancer zurück, womit ein Eisenbahnarbeiter bezeichnet wurde.
Mit dem Amery Municipal Airport liegt 35 km südöstlich von Centuria ein kleiner Flugplatz. Der nächste Großflughafen ist der Minneapolis-Saint Paul International Airport (105 km südwestlich).

## Bevölkerung
Nach der Volkszählung im Jahr 2010 lebten in Centuria 948 Menschen in 414 Haushalten. Die Bevölkerungsdichte betrug 215,5 Einwohner pro Quadratkilometer. In den 414 Haushalten lebten statistisch je 2,29 Personen. 
Ethnisch betrachtet setzte sich die Bevölkerung zusammen aus 95,6 Prozent Weißen, 0,6 Prozent Afroamerikanern, 0,7 Prozent amerikanischen Ureinwohnern, 0,5 Prozent Asiaten sowie 0,1 Prozent (eine Person) aus anderen ethnischen Gruppen; 2,4 Prozent stammten von zwei oder mehr Ethnien ab. Unabhängig von der ethnischen Zugehörigkeit waren 0,5 Prozent der Bevölkerung spanischer oder lateinamerikanischer Abstammung. 
16,3 Prozent der Bevölkerung waren unter 18 Jahre alt, 68,6 Prozent waren zwischen 18 und 64 und 15,1 Prozent waren 65 Jahre oder älter. 48,3 Prozent der Bevölkerung waren weiblich.
Das mittlere jährliche Einkommen eines Haushalts lag bei 33.824 USD. Das Pro-Kopf-Einkommen betrug 21.590 USD. 15,9 Prozent der Einwohner lebten unterhalb der Armutsgrenze.